# Berzelianita
La berzelianita es un mineral de la clase de los minerales sulfuros, y dentro de esta pertenece al llamado “grupo de la berzelianita-umangita”. Fue descubierta en 1832 cerca de Kalmar (Suecia), siendo nombrada así en honor de Jöns Jacob Berzelius, químico sueco. Sinónimos poco usados son: selencuprita y selenocuprita.

## Características químicas
Es un seleniuro simple de cobre. Además de los elementos de su fórmula, suele llevar como impurezas: plata y talio. Es dimorfo de la bellidoíta, otro mineral de igual fórmula química pero con sistema cristalino tetragonal, mientras que la berzelianita lo hace en el sistema cristalino cúbico.
Un reciente estudio muestra la existencia de una compleja serie de solución sólida con la digenita (Cu1.8S), en la que la sustitución gradual del selenio por azufre va dando los distintos minerales de la serie.

## Formación y yacimientos
Aparece junto a otros minerales seleniuros en vetas de alteración hidrotermal que atraviesan roca dolomita; a veces en menas del hierro, o en vetas de calcita atravesando rocas serpentinitas. También se ha encontrado en depósitos de ortoclasa-cuarzo-oro en Sumatra.
Suele encontrarse asociado a otros minerales como: eucairita, clausthalita, tiemannita, umangita, klockmannita, aguilarita, crookesita, athabascaíta, stromeyerita, polibasita, pearceíta, oro, uraninita, pirita, marcasita o calcita.